# Набережна річки Фонтанки
Набережна річки Фонтанки (рос. Набережная реки Фонтанки) — вулиця Санкт-Петербурга.
Набережна Фонтанки починається від початку річки Фонтанки та закінчується в місці впадіння Фонтанки у Велику Неву. Набережна проходить по обидва боки річки, ліва її частина починається раніше правої.
На набережних річки Фонтанки організовано односторонній рух: по правому березі транспортний потік йде в бік Літнього саду, по лівому — до Галерного острова.
З 16 жовтня 2017 року організована велосипедна смуга.

## Будинки та пам'ятки

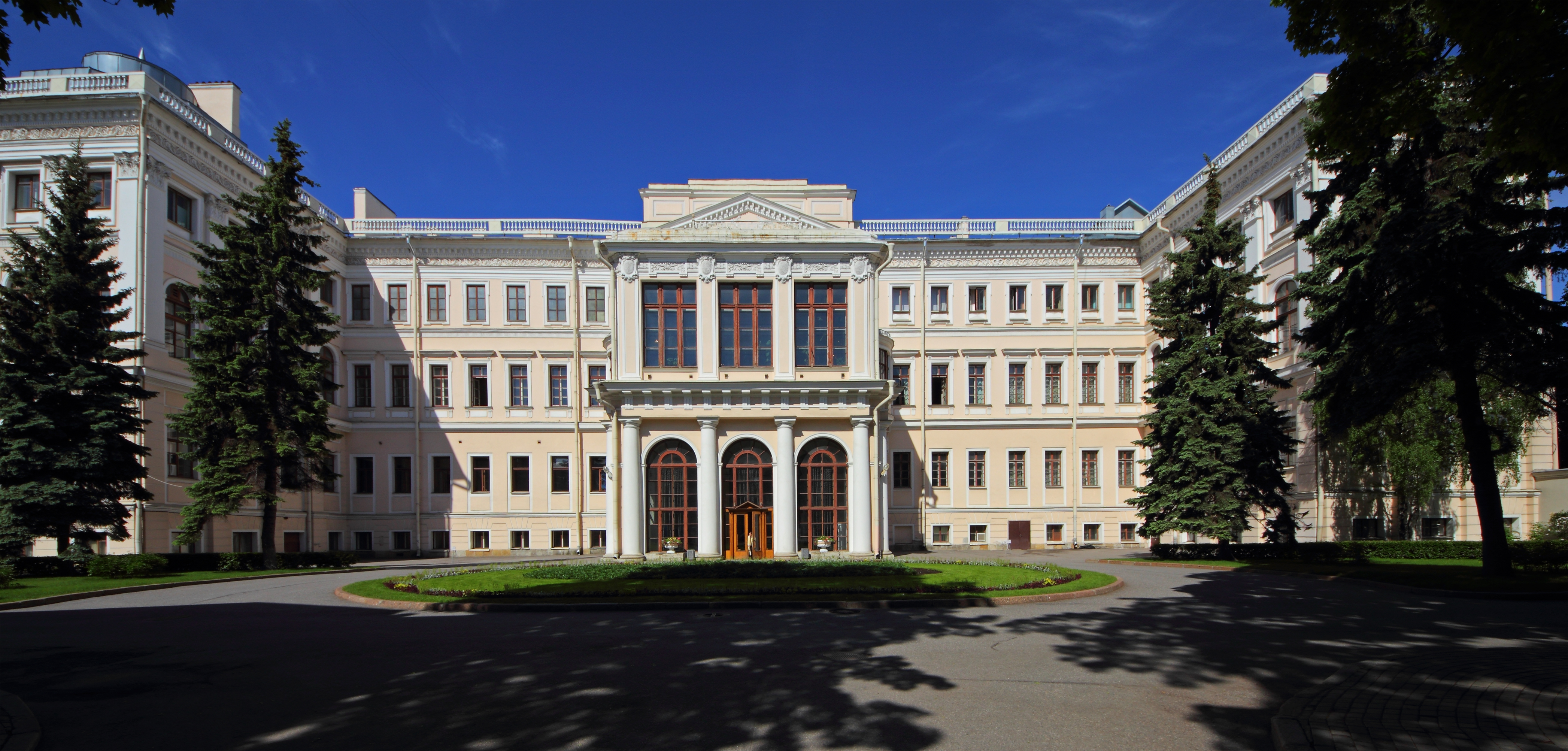
Аничков палац
- Аничков міст
- Літній сад
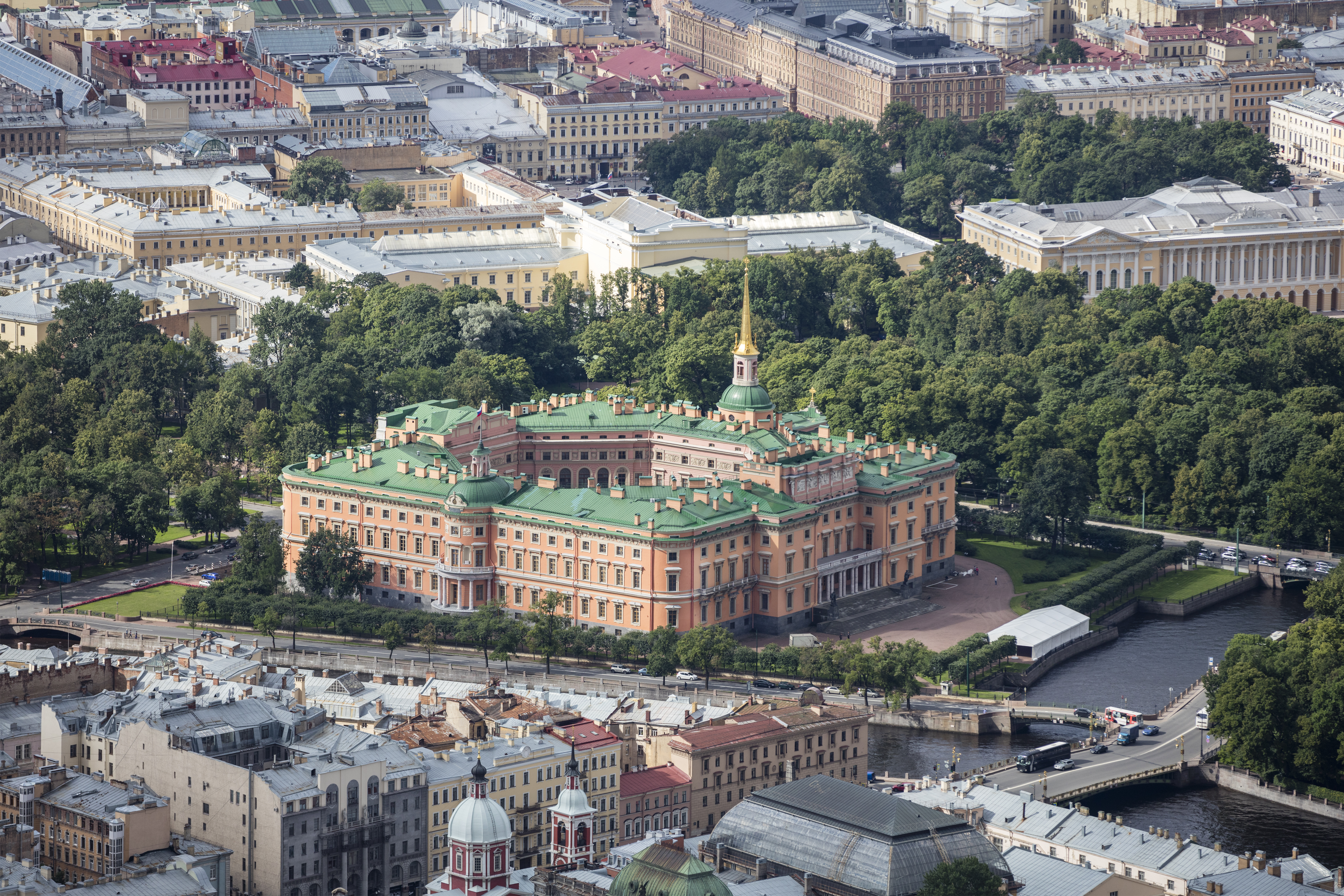
Михайловський замок
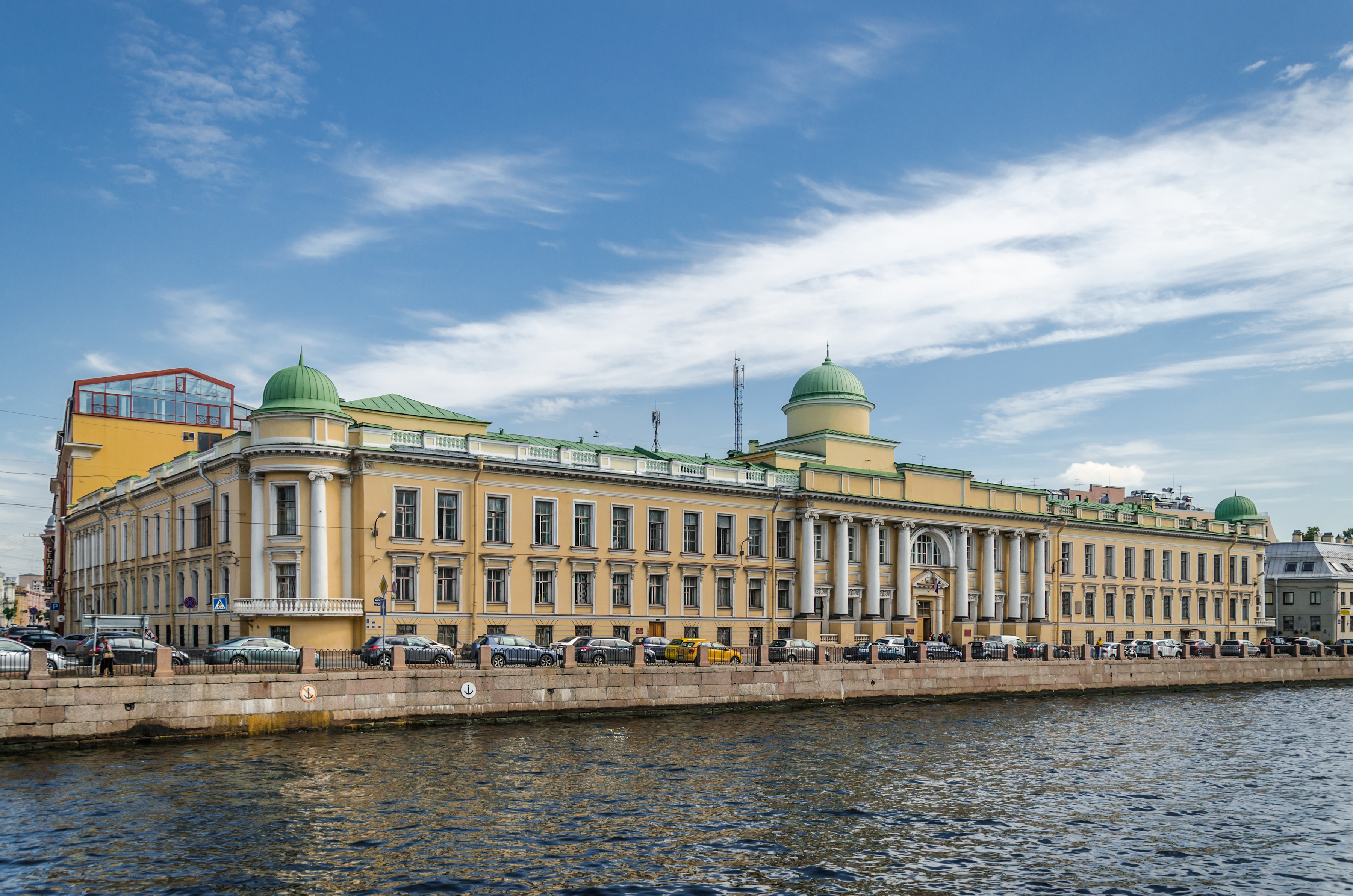
Будинок № 3 — колишній Цирк Чинізеллі (1876—1877), нині — Великий Санкт-Петербурзький державний цирк.
- Будинок № 6 — колишнє Імператорське училище правознавства, нині — Ленінградський обласний суд.
- Будинок № 11 — будинок Хмельницького (1864, архітектор Микола Павлович Гребінка).
- Будинок № 18 — будинок Пашкова (1836).
- Будинок № 20 — будинок Неклюдова П. В. (будинок Міністерства Імператорського Двору, «будинок Голіцина»)
- Будинок № 21 — Палац Наришкіних-Шувалових
- Будинок № 34 — колишній палац Шереметєвих, так званий Фонтанний будинок. З 1989 року в південному флігелі палацу знаходиться Музей Анни Ахматової.
- Будинок № 36 — колишній Катерининський інститут.
- Будинок № 42 — Палац Білосільських-Білозерських.
- Будинок № 44 — подвір'я Троїце-Сергієвської лаври.
- Будинок № 114 — Санкт-Петербурзький державний молодіжний театр на Фонтанці.
- Будинок № 115 — Палац Юсупових.

- Аничков палац
- Михайловський замок
- Будинок №6